# 波兰-瑞典战争

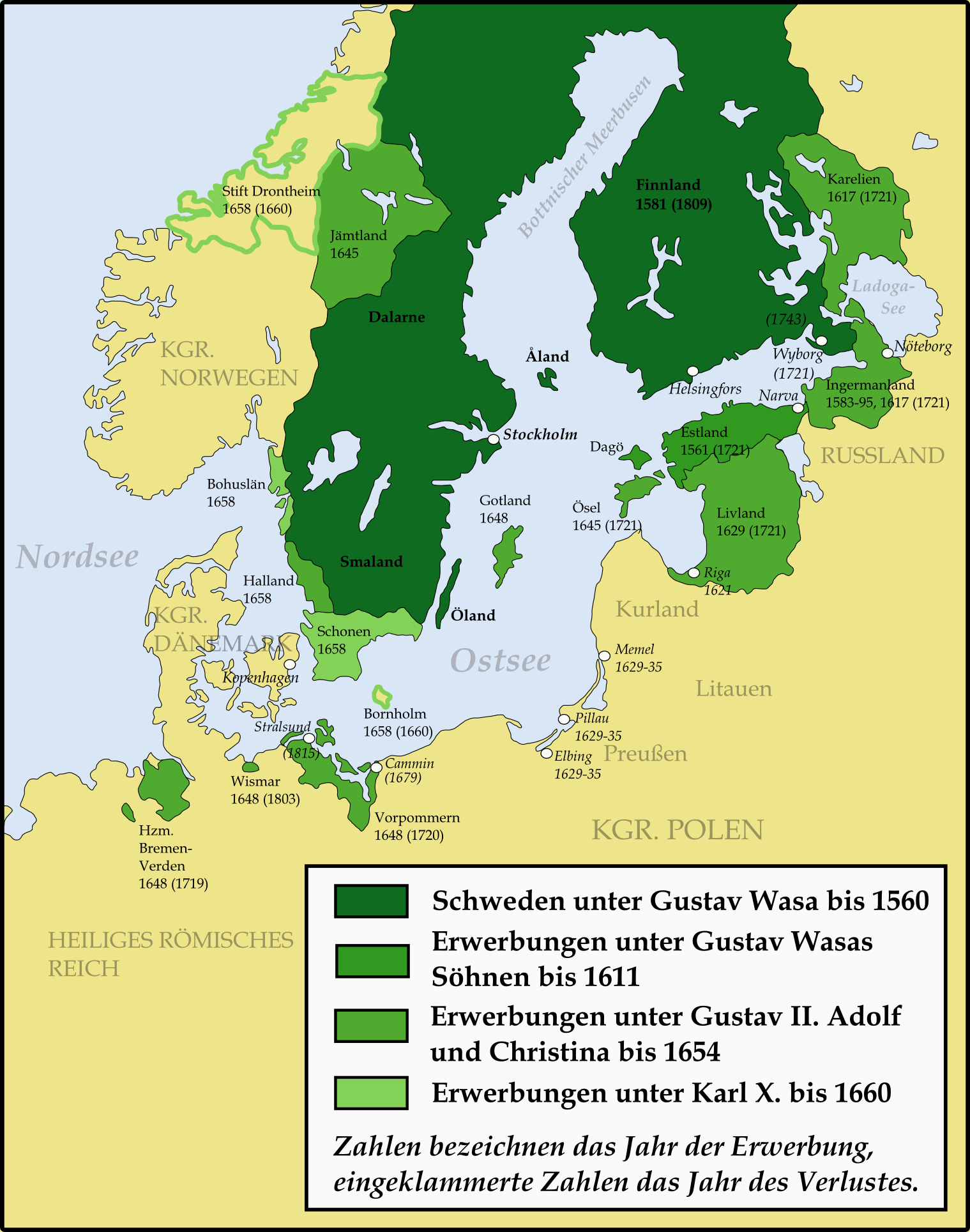
1560年到1660年间瑞典的疆域扩张

波兰-瑞典战争是1600年到1629年间在瑞典和波兰立陶宛之间发生的一场军事冲突，它是一场王位繼承戰爭，也是一场争夺波罗的海地区霸权的战争。这场战争是从16到18世纪里发生的一系列北方战争中的其中一场，它断断续续地一共持续了近30年，虽然它有一段时间和三十年战争平行进行，但从地点、人物和事件上两者基本上无关。

## 战因

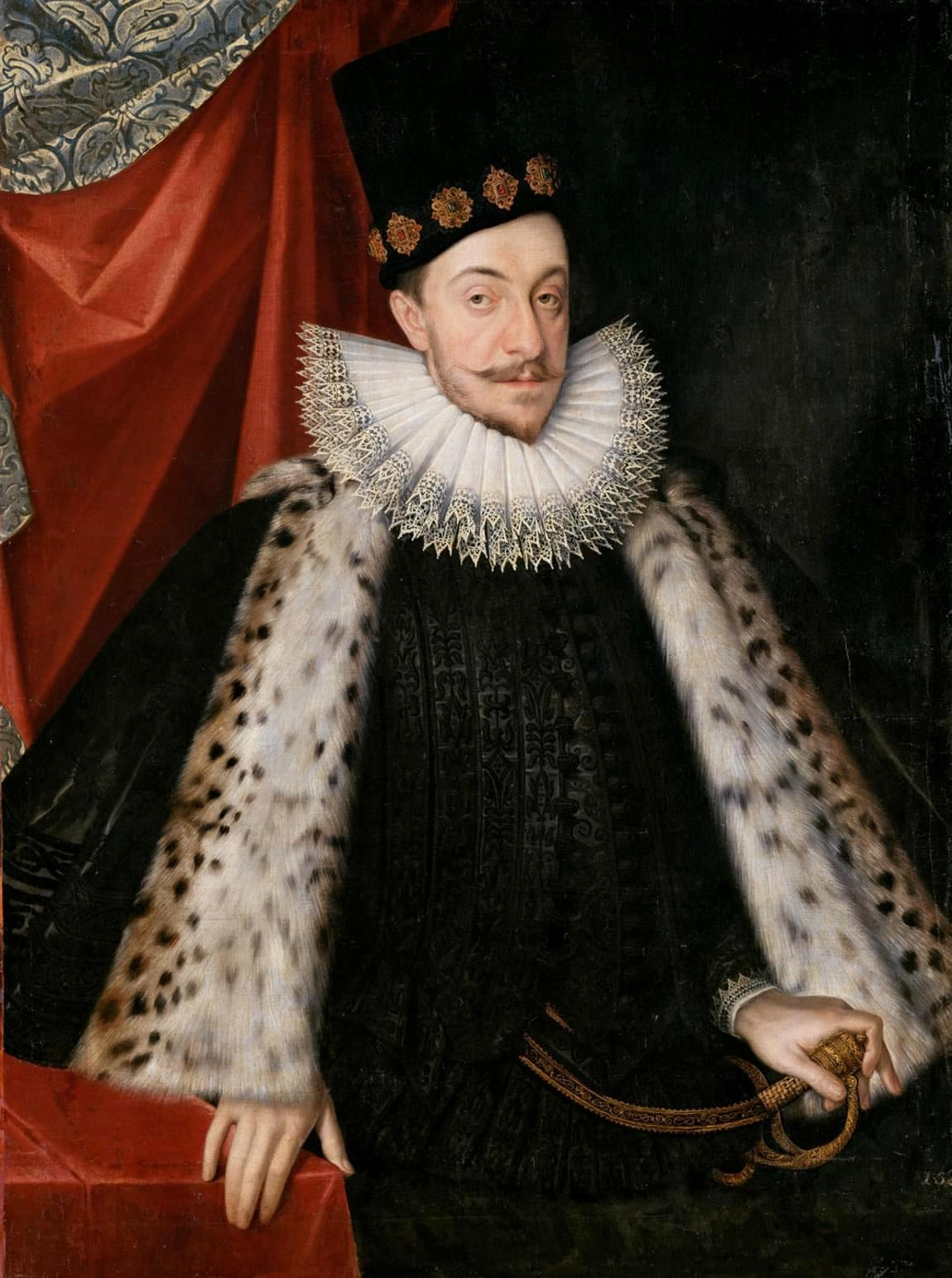
齐格蒙特三世，1587年-1632年波兰国王，1592年-1632年瑞典国王

1587年波兰国王巴托里·斯特凡死后波兰-立陶宛的贵族大会选举齐格蒙特·瓦萨为国王，是为齐格蒙特三世。齐格蒙特的对手是哈布斯堡王朝馬克西米連三世大公。1588年在贝奇纳战役中由扬·扎莫厄斯基战胜馬克西米連，馬克西米連本人被擒，放弃对波兰王位的要求。
齐格蒙特的父亲是瑞典国王约翰三世。他的母亲卡塔芝娜·雅格隆尼卡是一名波兰雅盖隆王朝的公主，波兰国王齐格蒙特一世的女儿。他尤其受他母亲的影响成为天主教徒。他在波兰登上王位的时候就已经非常明显等到他父亲在瑞典去世后他也将登上瑞典王位。瑞典当时已经完全是路德新教了，他们将来将获得一个天主教国王使得瑞典最高层非常不安。因此齐格蒙特签署了《卡尔马声明》来阐明今后将怎样安排波兰和瑞典之间的关系。
在这个声明里齐格蒙特规定瑞典和波兰是两个独立的王国。他还保障瑞典新教宗教自由。1594年他父亲死后齐格蒙特加冕为瑞典国王。瑞典和波兰成为共主邦聯。但是齐格蒙特继续住在波兰首都克拉科夫并试图从那里统治瑞典。4年后瑞典反叛，反叛者的领导人是南曼蘭公爵和齐格蒙特的叔叔新教徒卡尔。反叛者指责齐格蒙特违背他过去的允诺，偷偷在瑞典促进反宗教改革，限制瑞典的独立。齐格蒙特带领数千雇佣兵在卡爾馬登陆瑞典捍卫他的王权。
一开始他获得一些胜利，但是1598年9约25日在斯坦格布罗战役中他战败，被迫撤离瑞典。瑞典帝国议会宣布废除齐格蒙特的王位。齐格蒙特的新教徒叔叔和反叛首领卡尔首先被任命为帝国大总管，1604年登基瑞典王位为卡尔九世。齐格蒙特从未正式放弃他对瑞典王位的要求，他始终自称为“波兰和瑞典国王”。

## 战争爆发和1600年至1611年的战事
虽然齐格蒙特在争夺瑞典王位的过程中主要使用外国雇佣军，基本上没有使用波兰军队，但是两国还是陷入战争。战争爆发的原因是齐格蒙特对当时属于瑞典的爱沙尼亚的主权要求。在齐格蒙特竞选波兰国王的谈判中就有人提出可以把爱沙尼亚并入波兰-立陶宛作为获得波兰王位的礼物。在瑞典所有人都反对这个建议，尤其约翰三世国王坚定地否决这个建议。因此在合同里没有提到它。
丧失瑞典王位后齐格蒙特说服波兰立陶宛的上层贵族出兵爱沙尼亚。但是瑞典先发制人，主动进攻。1600年卡尔公爵带领瑞典军队进入立窝尼亚，占领塔尔图和派尔努。瑞典军队一直入侵到道加瓦河并开始围攻里加以东100千米处的科肯豪森城堡。里加本身的防御坚固，因此卡尔不敢直接进攻里加。鉴于瑞典军队的入侵波兰议会批准金款征募一支2万人的军队。在立陶宛大盖特曼克日什托夫·米科莱·拉齐维乌的指挥下他们进入立窝尼亚。
1601年6约23日科肯豪森战役中波兰获胜。瑞典军不得不撤出立窝尼亚，放弃大多数此前的攻占。1604年9约15日在维森斯坦战役中盖特曼扬·卡罗尔·霍德凯维奇指挥的波兰立陶宛军再次获胜。因此瑞典帝国议会批准金费增兵。1605年一支约5000人的瑞典军队在爱沙尼亚登陆，他们开始向里加进军，目标是占领这个重要的波罗的海港口。1605年9约27日霍德凯维奇指挥的波兰立陶宛军在基科尔姆战役中以少胜多，卡尔九世国王指挥的瑞典军大败。但是此后波兰未能长期利用它的军事胜利。由于波兰无法支付军费霍德凯维奇基本上自行解散，此外波兰当时蒙受内乱（1605年至1609年反对齐格蒙特国王的澤布日多夫斯基叛變事件）。1609年又爆发波蘭-莫斯科戰爭。1611年瑞典和波兰最终达成停火协议，该协议基本上同意一切如同战前的状况。

## 1617年和1618年的战事

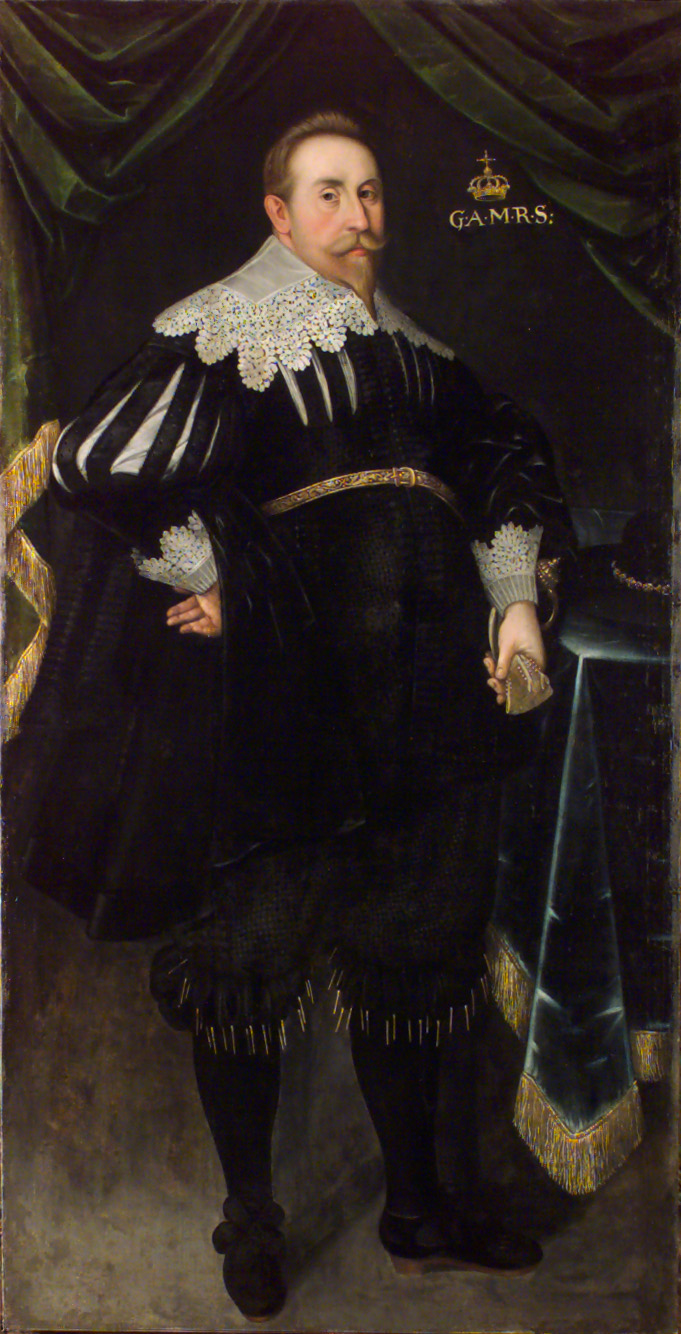
古斯塔夫二世·阿道夫，约1630年

1611年卡尔死后他的儿子古斯塔夫二世·阿道夫登基瑞典王位。卡尔在位时瑞典就已经呈俄罗斯混乱时期介入英格里亞戰爭，曾一度占领大诺夫哥罗德和普斯科夫。1617年两国签署斯托爾博沃和約，俄罗斯向瑞典割让什利謝利堡和英格里亞省的大多数土地。
1617年和1618年在立窝尼亚又爆发瑞典和波兰立陶宛之间的战事，最后瑞典在立窝尼亚获得少许地盘。

## 1621年至1625年的战事
1620年瑞典和波兰之间的停战协议到期，古斯塔夫二世·阿道夫再次主动开战。1621年瑞典占领里加。当时波兰正在和奥斯曼帝国作战，因此无法全力赴敌。1625年双方再次达成停火协议。

## 1626年至1629年的战事
停战合同失效后古斯塔夫二世·阿道夫又主动进攻，这次他的目标是皇家普魯士。瑞典入侵军明智地选择普鲁士公国登陆。从1620年开始普鲁士公国的公爵是勃兰登堡选帝侯格奧爾格·威廉，他的公爵虽然是波兰国王封的，但是他实际上是瑞典的盟友。从那里瑞典军沿陆路向皇家普鲁士进军。但是他们未能攻克汉莎和港口城市格但斯克。1626年12约波兰立陶宛军在科肯豪森大败。1627年11约28日在格但斯克附近的奥利瓦海战中一支格但斯克舰队战胜瑞典舰队。1629年2月2日在古日諾战役中波兰军又战败。
1629年10月26日双方最终签署《阿尔特马克条约》，条约的期限是6年，条约保障瑞典对立窝尼亚大部分地区（包括里加）的所有权。此外瑞典获得普鲁士城市埃爾布隆格、梅梅尔、普里莫斯克、布拉涅沃和弗龙堡。与波兰的停火，以及来自港口城市里加、梅梅尔、埃爾布隆格和弗龙堡的巨大税收收入使得古斯塔夫二世·阿道夫可以在次年带领瑞典军队在波美拉尼亞海岸登陆，在德国的三十年战争中协助处于劣势的新教徒。

## 书籍
- Robert I. Frost: The Northern Wars − War, State and Society in Northeastern Europe, 1558–1721, Longman Publishings, London/ New York 2000, ISBN 0-582-06429-5